# Richard von Schaewen

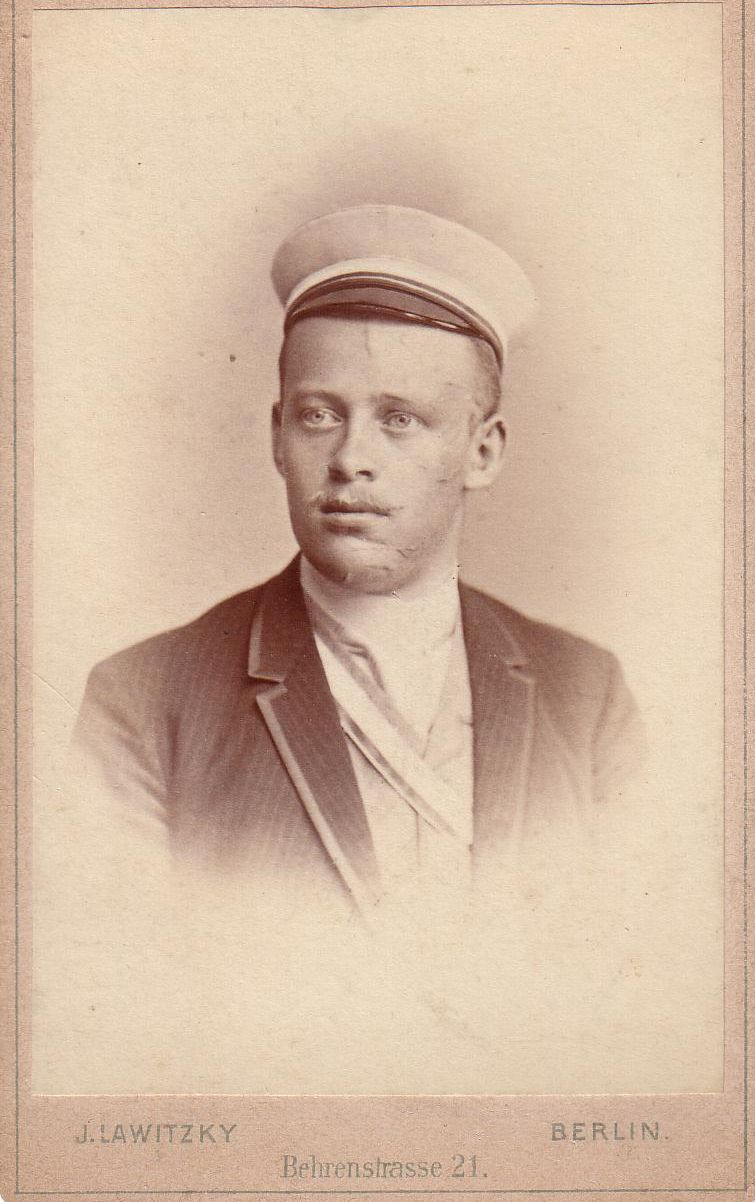
Richard von Schaewen als Masure

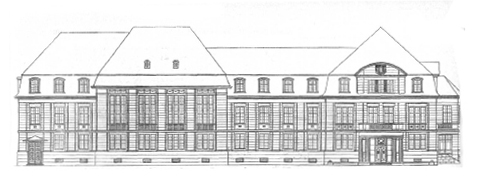
Reichsbahndirektion Köln

Richard von Schaewen (* 28. Juni 1869 auf Gr. Carpowen, Kreis Darkehmen; † 27. November 1952 in Frankfurt am Main) war ein deutscher Verwaltungsjurist und Ministerialbeamter.

## Leben
Von Schaewen besuchte das Königliche Wilhelms-Gymnasium (Königsberg). Nach dem Abitur studierte er ab dem Sommersemester 1887 an der Albertus-Universität Königsberg Rechtswissenschaft. Wie seine älteren Brüder Willy und Albert von Schaewen wurde Richard von Schaewen Mitglied des Corps Masovia. Als Subsenior, Consenior und Senior war er ein vorbildlicher Chargierter. 1896 begann er als Assessor bei den Preußischen Staatseisenbahnen. 1900 wurde er Hilfsarbeiter im preußischen Ministerium der öffentlichen Arbeiten. Seit 1903 Regierungsrat, war er bis 1908 bei der Königlichen Eisenbahndirektion (KED) Erfurt. 1908 kehrte er als Vortragender Rat in das Ministerium zurück. 1917, im Ersten Weltkrieg, wurde er Präsident der KED Köln. 1919 ging er als Generaldirektor der Phoenix AG für Bergbau und Hüttenbetrieb in die Industrie. In der Weimarer Republik war er von 1924 bis 1934 Direktor und Vorstandsmitglied der Deutschen Verkehrs-Kredit-Bank. Jahrzehntelang war er Mitglied von Masovias Vertrauenskommission. In Berlin betreute er bis 1938 die zuletzt 80 Corpsbrüder. Mit Paul Treibe und Alfred Prang stand er für die vielen Eisenbahner des Corps.

## Ehrungen
- Eisernes Kreuz am weißen Bande
- Geh. Regierungsrat